# Edmar Gonçalves
Edmar Gonçalves de Alencar (Juazeiro do Norte,  10 de janeiro de 1962), conhecido pelo nome artístico Edmar Gonçalves, é um cantor, compositor e artista plástico.

## Biografia

### Vida
Edmar teve uma infância como a maioria das crianças de classe média. No entanto, a sua infância fora marcada por inúmeras mudanças de cidades já que seu pai era funcionário público estadual, tendo morado nas cidades de Juazeiro do Norte, Brejo Santo, Iguatu, Sobral e Fortaleza. Edmar tem sua infância resgatada em uma de suas composições – “Meu Quintal”.
Filho de Geraldo Basílio Gonçalves e de Maria Alencar, Edmar é quarto filho do casal. A adolescência de Edmar fora marcada pela separação de seus pais, onde ele passou a conviver com uma situação econômica restrita, passando a trabalhar desde então, como vendedor porta a porta, ajudante de garçom e garçom.
Foi pai aos 24 anos e viúvo aos 29 anos. Edmar teve sua única filha em 1986, passando a criá-la sozinho e com ajuda da família.

### Música
Sua paixão pela música e seu desenvolvimento nos diversos tons aconteceram concomitantemente ao seu desenvolvimento nas artes plásticas. O artista começou sua carreira musical cantando MPB na noite, em bares e restaurantes, e assim foi durante doze anos.
Pouco depois ele passou a se apresentar em teatros, abriu shows de artistas renomados, como Alceu Valença, e então rapidamente começou a fazer seus próprios shows. Em diversos anos Edmar participou do festival Canta Nordeste. Em 1993 se apresentou com “Saberei” e no ano seguinte, em 1994, foi o vencedor do seu estado com a música “Canto sem Eira nem Beira”, de Edmar Gonçalves e Evaristo Filho.
Nos anos subsequentes ele continuou se apresentando em demais festivais e shows e em 1996 foi premiado novamente no Canta Nordeste - Etapa Ceará com o 1º lugar com a música “Miragem”, feita também em parceria com Evaristo Filho.
Para Edmar, as artes plásticas são elementos mais reservados, uma obra de arte fica dentro de casa para você e seus convidados contemplarem, enquanto a música é algo que você aproveita em conjunto, com diferentes energias reunidas em um só lugar.

### Artes plásticas
Edmar começou a desenhar com lápis, porém quando estava programado para começar a usar a tela, o pai de Edmar foi transferido de seu posto no trabalho e a família se mudou para Fortaleza, capital do Ceará. Desde então Edmar se desenvolveu de forma autodidata, buscando novas técnicas e formas de expressar a sua arte.
Edmar desenvolve-se em várias vertentes das artes plásticas, pintando desde o Paisagismo, passando por Natureza-morta, Nus, Regionalismo brasileiro, Abstrato, Surrealismo, Nanquim, para culminar em sua obra-prima, a fase Guerreiros do Arco-íris.

## Discografia

### Em Cima do Tempo (2017)
Em Cima do Tempo é o trabalho mais recente do cantor e traz um Edmar mais maduro, contemplativo, reflexivo e com certa
urgência em aproveitar a vida nos pequenos detalhes. O álbum tem forte presença do amigo Marcos Lupi e reúne músicas como
“Ceará Bonito”, “Madrugada”, “Entre Nós”, “Fruto”, “Terra Mãe”, entre outras.
Faixas
1. Absoluto (Edmar Gonçalves / Cyda Olimpio)
2. Ceará Bonito (Edmar Gonçalves / Marcos Lupi / Fernando Fernandes)
3. Cidade (Edmar Gonçalves / Marcos Lupi)
4. Em Cima do Tempo (Edmar Gonçalves / Marcos Lupi)
5. Entre Nós (Edmar Gonçalves / Marcos Lupi / Fernando Fernandes)
6. Fronteira (Edmar Gonçalves / Adelmar Carlos)
7. Fruto (Edmar Gonçalves)
8. Fuga (Edmar Gonçalves / Marcos Lupi)
9. Madrugada (Edmar Gonçalves / Almicir Pinto)
10. Outra Madrugada (Edmar Gonçalves / Marcos Lupi / Fernando Fernandes)
11. Pra Você que Esteve Lá (Flávio Paiva)
12. Terra Mãe (Edmar Gonçalves / Marcos Lupi)
13. Toada da Saudade (Edmar Gonçalves / Marcos Lupi)
14. Visita (Edmar Gonçalves / Fernando Fernandes)

### Bússola (1999)
O CD Bússola traz Edmar reunido com outros compositores e músicos como Manassés, Nilson Chaves, Cristiano Pinho, Ricardo Pontes, entre outros. Além disso, a penúltima faixa do CD é uma releitura do clássico brasileiro “Que Será”.
Faixas
1. Bússola (David Duarte)
2. Temporal (Edmar Gonçalves)
3. Vidente (Erasmo de Bel)
4. Miragem (Edmar Gonçalves / Evaristo Filho)
5. Cigano (Edmar Gonçalves / Adelmar Carlos / Etinho)
6. Alcôva (Edmar Gonçalves / Almicir Pinto)
7. Violeiro e Canção (Amaro Pena)
8. Loucura (Edmar Gonçalves / Jacqueline Fernandes)
9. Saudade (Edmar Gonçalves / Mano Alencar / João Duarte)
10. Mariana (Mano Alencar / Amaro Pena)
11. Lira da Ilha (Edmar Gonçalves / Adelmar Carlos)
12. Que Será (Marino Pinto / Mário Rossi)
13. Canto sem Eira nem Beira (Edmar Gonçalves / Evaristo Filho)

### Aprendiz (1993)
O vinil Aprendiz foi lançado no início dos anos 90 e conta com músicas autorais de Edmar Gonçalves e também com participações especiais como Belchior, Kátia Freitas, Calé Alencar e Marcus Café. Em 1986 a música “Os Meninos”, de Edmar Gonçalves e Mano Alencar, ficou em primeiro lugar no 1º Festival de Música de Camocim. Já a primeira música do disco Aprendiz, intitulada “Boi Magia”, foi a vencedora do 7º Festival de Música de Camocim, de 1992.
Faixas
1. Boi Magia (Edmar Gonçalves)
2. Magia do Olhar (Edmar Gonçalves / Souza Neto)
3. Sensibilidade (Edmar Gonçalves / Marcos Dias)
4. Brasileiramente Linda (Belchior) - Part. de Belchior
5. Elegia a Chico Mendes (Edmar Goncalves / Souza Neto / Adelmar Carlos)
6. Cabocla Cubana (Edmar Gonçalves / Adelmar Carlos / João Duarte)
7. Isadora (Edmar Gonçalves)
8. Precisamos de Amores (Paulinho Pedra Azul)
9. Aprendiz (Edmar Gonçalves)
10. Eterno Retorno (Paulo Sílvio / Ricardo Alcântara)

### Participações como intérprete
| Ano  | Projeto                                   | Artista ou Produção                     | Músicas                                               |
| ---- | ----------------------------------------- | --------------------------------------- | ----------------------------------------------------- |
| 1994 | Parceiros e Amigos                        | Mano Alencar                            | Maria Joana; ABC Musical; Praia do Futuro; e, Meruoca |
| 1995 | Lua Nova                                  | Evaristo Filho                          | Boi da Noite; e, Canto sem Eira nem Beira             |
| 1995 | No Ceará é Assim                          | Governo do Estado do Ceará              | Pobre Bichinho                                        |
| 1995 | D'alma                                    | Hermano, Nilo e Roberto                 | Estado D’Alma                                         |
| 1998 | Marca Carmim                              | Luciano Cléver e Chico Pio              | Seda                                                  |
| 1999 | Água Belas                                | Ivanildo Pereira                        | América do Sol; e, Natureza em Festa                  |
| 2000 | Centro Cultural Banco do Nordeste         | Centro Cultural Banco do Nordeste       | Miragem                                               |
| 2000 | Banco de Talentos                         | Federação Brasileira dos Bancos         | Boi da Noite                                          |
| 2000 | Outra Esquina                             | Felipe Cordeiro                         | Favela; e, Elemental                                  |
| 2000 | Um Lugar Chamado Roncador                 | Marcos Quinan                           | Maracatutando                                         |
| 2001 | Tempo, Trabalho e Cotidiano               | CUT Ceará                               | Canto sem Eira nem Beira                              |
| 2001 | Quadros Urbanso                           | Marcos Santos                           | Português Moderno                                     |
| 2002 | Miragens                                  | Evaristo Filho                          | Diferente                                             |
| 2002 | Estação Ceará                             | Ouver Records                           | Bússola                                               |
| 2003 | Vozes e Sons do Ceará                     | KL Engenharia                           | Bússola                                               |
| 2003 | Patativa do Assaré                        | Caixa Econômica Federal                 | Seu Dotô me Conhece?                                  |
| 2004 | Guarapiranga                              | Fernando Rosa                           | Cachos                                                |
| 2004 | Rolimã                                    | Flávio Paiva                            | Escarlate                                             |
| 2004 | Cais Bar. 18 Anos de Praia                | Joaquim Ernesto                         | Vento e Mar                                           |
| 2004 | Litisconsortes                            | OAB - CE                                | Elemental                                             |
| 2006 | Hino do Estado do Ceará                   | Governo do Estado do Ceará              | Hino do Estado do Ceará                               |
| 2006 | Do Sertão ao Mar                          | Ramon Moreira e Renato Feitosa          | Lembrança; e, João e o Inimigo Sol                    |
| 2006 | Canto de Vida                             | Ubiratan Aguiar                         | Esquina                                               |
| 2007 | Jangada de Areia                          | Joaquim Ernesto e Silvio Barreira       | Não me Diga; e, Chama                                 |
| 2008 | V Festival de Inverno da Serra da Meruoca | Festival de Inverno da Serra da Meruoca | Terra Mãe                                             |
| 2008 | Canções do Eterno Agora                   | Ricardo Alcântara                       | Amor de Verdade                                       |
| 2008 | Mesa de Esquina                           | Silvio Barreira                         | Valparaido                                            |

## Artes plásticas

### Guerreiros do arco-íris
Os Guerreiros do Arco-íris são a marca registrada de Edmar Gonçalves. Com suas cores fortes e traços inspirados no cubismo, os guerreiros trazem a espiritualidade para a tela, e consigo carregam uma aura. Eles são seres do 3º milênio que pregam a pacificação do universo e se comunicam através das diferentes cores e formas do olhar. Edmar Gonçalves já pintou mais de 300 guerreiros, em acrílico, nanquim, giz de cera e em outras técnicas. Os olhos de cada um deles podem ser considerados a parte mais autêntica de seu trabalho.

### Paisagismo e regionalismo brasileiro
As casas do interior do Ceará são o foco dos quadros de Paisagismo de Edmar Gonçalves, no entanto elas podem ser consideradas como retratos de quaisquer outras cidades do Nordeste. De início, o pintor tirava fotos de algumas casas e reproduzia em suas telas, porém, após ganhar experiência, começou a criar as casas da sua própria imaginação, sempre se atentando aos detalhes, que dão mais veracidade aos quadros. Tais detalhes podem ser vistos no lodo no canto da calçada, nas cadeiras no passeio, no desgaste da pintura da casa e no telhado sujo.

### Nu artístico
Os nus de Edmar Gonçalves trazem consigo não apenas a sensualidade do corpo, mas também um clima de mistério e surpresa advindos da presença de partes de papel rasgado em sua obra e também do encobrimento dos rostos dos modelos. Com a técnica do hiper-realismo, o observador atento não encontra a mais leve marca de pincel, assim, a pintura rica em detalhes faz com que suas telas sejam algumas vezes confundidas com fotos, tal o nível de perfeição adquirido pelo jogo de luz e minuciosidade dos músculos do corpo.

### Abstrato
A fase de pinturas abstratas de Edmar Gonçalves foi relativamentecurta, mas não menos cativante. O artista plástico utilizou o Abstrato mais como um laboratório já que precisava ter o domínio do uso da tinta acrílica, pois planejava descontinuar a pintura a óleo. Pode-se dizer então que o Abstrato foi uma fase de transição para o aperfeiçoamento das obras em acrílico.

### Natureza morta
As primeiras pinceladas de Edmar Gonçalves fora do Paisagismo resultaram em quadros de Natureza-morta, que propositalmente fogem do padrão europeu, acostumado a retratar maçãs, uvas, vasos de cerâmica e taças de vinho. Desde novo Edmar já deixou o regionalismo nítido em sua obra, visto não apenas nas paisagens, mas também através da preferência do pintor por frutas típicas do Nordeste, como pitomba, mangaba, e da mesma forma, a escolha de frutas do restante do Brasil, como banana, coco, carambola, mamão e abacate.

### Outras facetas
Edmar possui trabalhos em utilizando-se de várias técnicas, como grafite, nanquim, óleo, acrílico, xilogravura, dentre outros. Seu trabalho percorre por diversas fases como hiper realismo, surrealismo, abstrações, figurativo, pontilhismo, cubismo, dentre outros.

### Exposições

#### Principais
- 1978 – Massafeira do Ceará, no Teatro José de Alencar
- 1980 – Salão dos Novos, na Galeria Antônio Bandeira
- 1981 – Exposição coletiva do BNB Clube
- 1982 – Unifor Plástica
- 1984 – Nuclearte
- 1985 – Salão de Abril
- 1985 – Salão de Camocim como convidado especial
- 1986 – Galeria Marinho
- 1987 – Exposição coletiva em Portugal, no Castelo São Jorge
- 1988 – Exposição do banco Caixa Econômica, 10 Cores na Caixa
- 1989 – Talento 89, Teleceará
- 1989 – Uniõor Plástica

#### Individuais
- 1985 – Dualibe Galeria
- 1987 – Galeria Villa Naro, Recife (PE)
- 1989 – Hotel Municipal, Camocim (CE)
- 1989 – Caras e Cores, no Cais Bar
- 1990 – Guerreiros do Arco-íris 1ª galeria, La casa la barca
- 1994 – Guerreiros do Arco-íris 2ª galeria, Boca de forno
- 1995 – Guerreiros do Arco-íris 3ª galeiria, Teleceará
- 2016 – Mostra de arte no Ideal Clube, Fortaleza (CE)
- 2018 — O Piauí em Nanquim, Teresina (PI)